# 펠릭스 제르진스키
펠릭스 예드문도비치 제르진스키(러시아어: Фе́ликс Эдму́ндович Дзержи́нский, 폴란드어: Feliks Dzierżyński 펠릭스 지에르진스키[*], 1877년 9월 11일 ~ 1926년 7월 20일)는 폴란드와 러시아의 공산주의 혁명가, 소비에트 연방의 정치가로 소비에트 연방의 공안, 정보기관인 체카의 지도자이다.
체카는 러시아 내전 기간 동안 반혁명 세력에 대해 무자비한 학살과 적색 테러로 대응하였고, 이후에도 소비에트 연방의 반체제 인사들을 탄압하는 기관으로 자리매김했다.

## 초기 이력
제르진스키는 현 벨라루스 민스크에서 폴란드계인 에드문트 루핀 지에르진스키(폴란드어: Edmund Rufin Dzierżyński)의 아들로 태어났다. 당시 폴란드는 러시아 제국에 병합되어 있었다. 그는 현재 리투아니아 빌뉴스에 있던 러시아 김나지움에 다녔다. 이 학교에는 훗날 폴란드의 독립의 아버지이자, 후에 소련-폴란드 전쟁에서 폴란드를 이끈 유제프 피우수트스키도 다니고 있었다. 동창이었던 이들은 소련-폴란드 전쟁 당시 적으로 서로를 상대하게 된 것이다. 피우수트스키는 훗날 당시의 제르진스키를 "거짓말 할 줄 몰랐던 친구"라고 회상했다.

## 폴란드 혁명가
제르진스키는 졸업 전에 혁명 활동에 연루되었다는 이유로 학교에서 퇴학당했다. 이후 그는 마르크스주의 혁명 단체인 리투아니아 사회혁명당에 가입했다. 이후 그는 "폴란드-리투아니아 왕국 사회 민주주의"라는 단체의 창립자의 1인이 되었다. 그는 혁명 활동에 연루되어 많은 세월을 감옥에서 보냈다. 당시 경찰의 기록에 의하면 그는 "어떤 일도 저지를 수 있는 매우 위험한 인물"로 분류되어 있었다.
그는 체포되어 1897년과 1900년 시베리아 유형을 떠났지만, 이곳에서 탈출했다. 이후 독일의 베를린으로 가서 폴란드 혁명운동을 하는 로자 룩셈부르크 등을 만났다. 이들과 함께 그는 "외국인 위원회(Komitet Zagraniczny")를 구성하였다. 그는 이 정당의 대표로서 폴란드와 리투아니아의 혁명활동에 깊숙히 개입하였다.
이후 약혼녀 율리야 골드만이 요양 중인 스위스로 건너 생활했다. 1904년 골드만이 결핵으로 사망하자 일시적으로 낙심하였으나 다시 혁명 활동을 재개하였고, 1905년 러시아 혁명이 실패한 후 다시 체포되었다. 여기서 다시 탈출하였다. 이후 해체된 당을 제건하고, 이때부터 러시아 사회주의 민주노동당의 분파인 볼셰비키와 가까워졌다.
1910년 폴란드 크라쿠프에서 당원인 조피아 무슈카트와 결혼하였다. 무슈카트는 체포되어 감옥 안에서 출산하였다. 무슈카트는 시베리아 종신 유형을 선고받았고, 아이는 아버지인 제르진스키에게 맡겼다. 제르진스키는 아이를 키우며 도피하였다.
제르진스키는 폴란드에 남아 "사회 민주당"을 이끌었다. 그는 그동안의 혁명활동중에 체득한 음모나 계략에 능수능란하게 되어, 차르의 비밀경찰인 오하라나는 그를 체포할 수 없었다. 그는 수배중에도 체포되지 않고 계속 혁명활동을 했고, 1912년 말이 되어서야 경찰은 그를 체포할 수 있었다.

## 볼셰비키가 되다
제르진스키는 이후 4년간 감옥에서 보냈다. 제1차 세계대전이 발발하자 정치범은 러시아 내륙으로 이동되었다. 러시아 여러 곳에서 감옥생활을 하면서 간수에게 계속적인 구타를 당해 턱과 입의 모양이 이상해지고, 다리에 찬 족쇄 때문에 다리에 경련이 일어나 병원신세를 졌다. 그는 회복되어 군복을 만드는 노역에 종사하였다.
1917년 2월 혁명이 발발한 후, 제르진스키는 석방되었고, 폴란드 혁명동지들을 모아 폴란드에 다시 가서 혁명운동을 벌이려고 하였다. 그러나 러시아에서 사회주의 혁명을 위해 투쟁하는 볼셰비키의 활동을 보고 이에 가담하여 러시아 혁명에 개입하게 되었다. 그는 레닌의 4월 테제를 지지하였다. 4월 테제는 임시정부에 대한 반대, 소비에트로의 권력이동, 전쟁의 무조건 중지를 요구하고 있었다.
7월까지 제르진스키는 볼셰비키의 지도자급으로 부상하였다. 그는 10월 혁명때, 페트로그라드에 상주하면서 봉기의 성공에 커다란 역할을 하였다. 또한 볼셰비키의 본부가 있던 스몰니 학원을 경비하는 책임을 맡았다.

## 체카의 지휘자
레닌은 제르진스키의 역할과 역량을 높이 평가하였고, 그에게 반혁명세력을 제압할 기구를 설립하도록 지시하였다. 1917년 12월 20일, 이를 담당할 " 반혁명 사보타지 분쇄를 위한 전러시아 위원회" (약칭, ЧК, Cheka, 체카)가 공식적으로 설립되었다. 제르진스키는 이곳의 총수가 되었고, 반혁명세력에 대한 무자비한 탄압을 실시했다. 러시아 내전이 확대됨에 따라 제르진스키는 체카의 조직을 확대하고 자체병력을 확보하여 반혁명세력과 싸웠다.
체카는 이때 러시아 전역에서 진짜 반혁명세력뿐만 아니라 단순히 반혁명에 가담할 수 있다는 의심자(주로 학자, 자본가, 사제 등)에 대해 재판없이 수만명을 처형하는 등의 적색테러를 자행하였다. 체카의 우두머리로서 그는 하룻밤에 1,500명의 인원을 총살한 적도 있었다. 1천 5백명의 비명은 아비규환 그 자체였다. 그는 비명과 총소리를 묻어버리기 위해 자동차 시동을 걸어놓고 총살을 시행했다. 제르진스키는 이를 "적색테러는 계급에 근거해 혁명의 적을 박멸하는 것이다"라고 이를 합리화하였다.
러시아 내전 이후 체카는 조직개편을 실시해 내무인민위원회 산하 GPU로 바뀌지만, 제르진스키의 권력은 전혀 감소되지 않았다. 제르진스키는 내무인민위원회와 통신인민위원회의 인민위원(장관)을 맡았고, 베센하(국가경제 최고회의의)의 의장을 맡았다.
이렇게 강력하고 무자비한 권력을 쥐고 있었지만, 그의 일처리는 볼셰비키로부터 호평을 받고 있었다. 왜냐하면 그는 권력지향적인 인물이 아니었고 권력에 의한 사익추구도 없이 오직 혁명의 성공에만 헌신했기 때문이다. 이런 이유때문에 그는 레닌과 다른 볼셰비키 지도자의 신임을 얻어 자리를 계속 유지할 수 있었다.

## 제르진스키와 레닌
제르진스키는 볼셰비키에 1917년이 되어서야 가담했다. 그래서 소련역사서들은 그를 레닌의 오랜 벗이자 동료라고 묘사한 것은 사실이 아니다. 실제로 제르진스키와 레닌은 혁명 전에 운동의 방향을 둘러싸고 많은 견해차를 보인 적도 많았다. 혁명 후에도 제르진스키는 브레스트-리토프스크 조약, 노동조합 정책, 소련 국적 정책에 관해서 종종 레닌과 의견차이가 있었다. 그런 이유로 제르진스키는 스탈린처럼 소련 권력의 정점에는 진입하지 못했다. 이렇게 의견차가 존재하는 레닌과 제르진스키를 하나로 묶은 것은 10월 혁명을 수호해야한다는 양자의 공감대와 헌신이었다.
제르진스키는 혁명의 성공을 위해 어렵고 남들이 꺼리는 공안부문을 맡아 조직능력을 발휘하였다. 그래서 혁명이 벌어진 1917년부터 제르진스키는 거의 러시아 공산당의 일에만 매달려 고국의 폴란드 공산당(1918년 설립)에는 거의 신경쓰지 못했다. 그것은 그가 러시아의 혁명이 일단은 공산주의 운동의 최우선의 과제라고 생각했기 때문이다.

## 죽음
1926년 7월 20일 2시간에 걸친 연설을 마친후 제르진스키는 심장마비로 사망하였다. 그는 이 회의에서 스탈린에 대항하여 "통합반대파"라는 분파를 구성한 트로츠키, 지노비예프, 카메네프를 크게 비난하였다.
스탈린은 추도사에서 "제르진스키는 프롤레탈리아 계급의 수호기사"였다고 칭송했다.
그의 이름을 따서 소련내의 폴란드인 자치주가 "제르진스치나"라고 이름이 붙여졌다.
그의 이름과 이미지는 그가 수장을 맡고 있던 체카를 비롯, 체카의 후속기관들 역시 사용하였다. 국가보안위원회(KGB) 시절 국가보안위원회를 경비하는 부대 이름은 '제르진스키 부대'였으며, 이 이름은 동독의 슈타지 역시 사용하였다. 그는 폴란드인이었지만 폴란드인들은 러시아를 위해 일한 그를 매우 싫어했다. 그래서 폴란드 공산정권 당시 그의 이름을 딴 광장과 동상이 폴란드의 여러곳에 세워졌으나, 공산정권의 몰락 이후 대부분 철거되었다.
1958년 모스크바에 세워졌던 그의 동상도 공산주의 몰락 이후 철거되었다.

## 같이 보기
- 캉성